# Gonzalo Ferre
Gonzalo Jorge Ferre Moltó (Alicante, 1954) es un funcionario y político español. Pertenece al cuerpo de Gestión de la Hacienda Pública e Interventor del Estado. Ha ocupado diferentes cargos de la Administración General del Estado.

## Biografía
Nacido en 1954 en Alicante, casado y con dos hijos, es licenciado en Derecho, y pertenece a los cuerpos de Gestión de la Hacienda Pública y de Interventores del Estado. En la actualidad, ocupaba el puesto de director general de autopistas en Sudamérica del grupo Abertis.
Ha sido subdirector general del Tesoro, director general de la Empresa Nacional de Autopistas y presidente de la Fábrica Nacional de Moneda y Timbre. En el sector privado, ha ocupado el cargo de consejero delegado de Itínere y director general adjunto al presidente del grupo SYV.